# Ashley Jackson
Ashley Jackson (Chatham, 27 augustus 1987) is een Engelse hockeyer. 
De aanvallende middenvelder begon met schoolhockey en speelde daarna bij East Grinstead HC. Jackson beschikt over een zeer geavanceerde strafcorner. In 2007 maakte hij zijn debuut voor de Engelse hockeyploeg. In 2008 tekende Jackson voor twee seizoenen bij HGC uit Wassenaar. Jackson werd in het seizoen 2009/2010 topscorer met 29 doelpunten van de Hoofdklasse. 
Jackson verliet in de zomer van 2010 HGC en keerde terug bij East Grinstead HC om zijn carrière voort te zetten.

## Onderscheidingen
- 2009 – FIH Junior Player of the World